# Lista de medalhas argentinas nos Jogos Olímpicos da Juventude
Este anexo contém uma lista detalhada das medalhas da Argentina nos Jogos Olímpicos da Juventude, de Verão, de Inverno e os totais combinados e parciais.

## A Lista
| Edição                                       | Medalha | Nome | Esporte              | Evento                              |
| -------------------------------------------- | ------- | --- | -------------------- | ----------------------------------- |
| Verão de 2010 (1 Ouro, 2 Pratas e 2 Bronzes) | Ouro    | Braian Toledo | Atletismo            | Lançamento de dardo masculino       |
| Verão de 2010 (1 Ouro, 2 Pratas e 2 Bronzes) | Prata   | Antonella Brondello Victoria Cabut Rocío Emme Rocío Broccoli Julia Castiglione Carla de Iure Agustina Albertarrio Antonieta Bianchi Eugenia Garrafo Jimena Cedres Sol Fernández María Baldoni Florencia Habif Camila Bustos Agustina Álvarez Agustina Mama | Hóquei sobre a grama | Torneio Feminino de Hóquei          |
| Verão de 2010 (1 Ouro, 2 Pratas e 2 Bronzes) | Prata   | Mauro Llanos Luciano Verasio Leonardo Plaza Federico Martina Gonzalo Lapera Ramiro Núñez Esteban Martínez Gonzalo Quiroga Tomás Ruiz Ezequiel Palacios Nicolás Méndez Damián Villalba                                                                      | Voleibol             | Torneio Masculino de Voleibol       |
| Verão de 2010 (1 Ouro, 2 Pratas e 2 Bronzes) | Bronze  | Lucas Guzmán | Taekwondo            | Até 48 kg masculino                 |
| Verão de 2010 (1 Ouro, 2 Pratas e 2 Bronzes) | Bronze  | Fabián Maidana | Boxe                 | Peso meio-médio-ligeiro (até 64 kg) |
| Inverno de 2012 (sem medalhas)               | —       | — | —                    | —                                   |
|                                              |         | |                      |                                     |
| Totais - Verão                               |         | |                      |                                     |
| Ouro                                         | 1       | 1 | 1                    | 1                                   |
| Prata                                        | 2       | 2 | 2                    | 2                                   |
| Bronze                                       | 2       | 2 | 2                    | 2                                   |
| Total                                        | 5       | 5 | 5                    | 5                                   |
| Totais - Inverno                             |         | |                      |                                     |
| Ouro                                         | 0       | 0 | 0                    | 0                                   |
| Prata                                        | 0       | 0 | 0                    | 0                                   |
| Bronze                                       | 0       | 0 | 0                    | 0                                   |
| Total                                        | 0       | 0 | 0                    | 0                                   |
| Totais - Verão + Inverno                     |         | |                      |                                     |
| Ouro                                         | 1       | 1 | 1                    | 1                                   |
| Prata                                        | 2       | 2 | 2                    | 2                                   |
| Bronze                                       | 2       | 2 | 2                    | 2                                   |
| Total de Medalhas                            | 5       | 5 | 5                    | 5                                   |